# Емблема Хар'яни
Емблема Хар'яни — офіційна печатка уряду індійського штату Хар'яна.

## Дизайн
Емблема складається з круглого щита із зображенням квітки лотоса, що виринає з води перед сонцем, що сходить. Щит підтримується колосками пшениці, а капітель лева Ашоки утворює клейнод.

## Урядовий прапор
Уряд Хар'яни може бути представлений прапором із зображенням емблеми штату на білому полі.

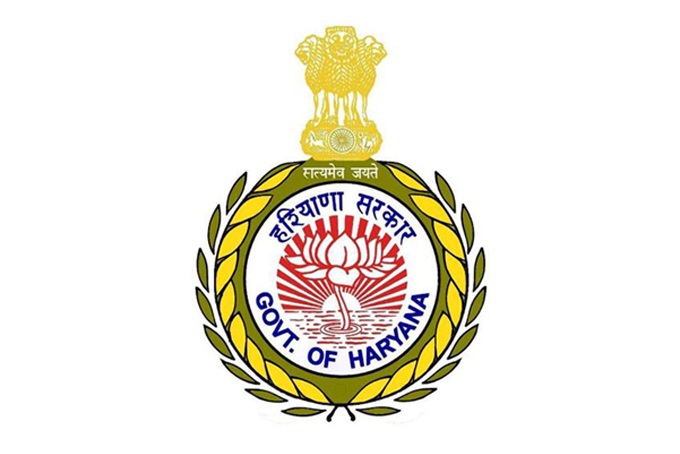
Прапор Хар'яни